# Bletterans
Bletterans is een gemeente in het Franse departement Jura (regio Bourgogne-Franche-Comté). De plaats maakt deel uit van het arrondissement Lons-le-Saunier. Bletterans telde op 1 januari 2022 1.530 inwoners. 

## Geografie
De oppervlakte van Bletterans bedroeg op 1 januari 2022 7,97 vierkante kilometer; de bevolkingsdichtheid was toen 192 inwoners per km².

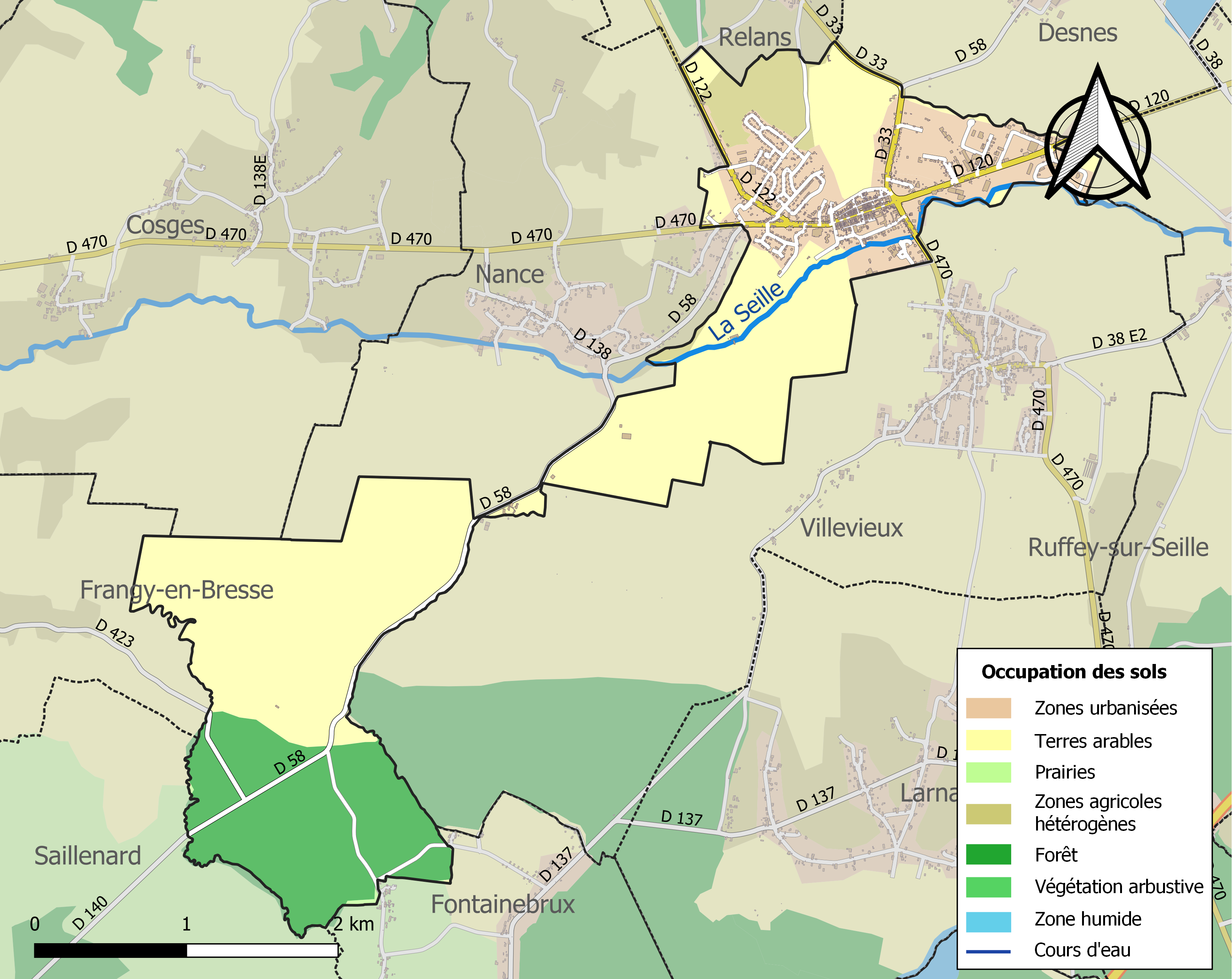
Kaart van de gemeente met de belangrijkste infrastructuur, bodemgebruik en omliggende gemeenten

## Demografie
Onderstaande figuur toont het verloop van het inwonertal (bron: INSEE-tellingen).